# 레티로 (마드리드)
레티로(스페인어: Retiro)는 스페인 마드리드의 행정구 중 하나이다.

## 지역

레티로

레티로는 6개의 다음과 같은 지구가 있다.
- 아델파스
- 에스트렐라
- 이비사
- 헤로니모스
- 니뇨헤수스
- 파시피코